# Pierre Palau
Pierre Léon Palau né dans le 9e arrondissement de Paris le 13 août 1883 et mort à Meudon le 3 décembre 1966, est un acteur et auteur de théâtre français.

## Biographie
En 1921, Pierre Palau écrit la pièce Les Détraquées qui est jouée au théâtre des Deux Masques à Paris avec l'actrice Blanche Derval dans le rôle principal.

Dans son récit Nadja paru en 1928, André Breton a rapporté la forte impression que lui ont donnée cette pièce et la comédienne. Dans son livre, il reproduit deux photographies du spectacle et un portrait de Blanche Derval.

Le texte qui a bénéficié du concours du neurologue Joseph Babinski dont Breton a été l'assistant en 1917, a été reproduit dans la revue Le Surréalisme, même en 1956.
Pierre Palau est inhumé au cimetière nouveau de Neuilly-sur-Seine.

## Filmographie

### Cinéma
- 1909 : Le Légataire universel d'André Calmettes
- 1913 : Le Duel de Max de Max Linder
- 1913 : Rigadin ressemble au ministre de Georges Monca
- 1922 : Triplepatte de Raymond Bernard
- 1931 : Rien que la vérité de René Guissart : Richard
- 1931 : La Chance de René Guissart : le bijoutier
- 1931 : Quand te tues-tu ? de Roger Capellani
- 1932 : Monsieur Albert de Karl Anton
- 1932 : Le Truc du Brésilien d'Alberto Cavalcanti
- 1932 : La Dame de chez Maxim's d'Alexander Korda : Mongicourt
- 1932 : Coiffeur pour dames de René Guissart : Pluvinat
- 1932 : Côte d'Azur de Roger Capellani : Fondoy
- 1933 : Hortense a dit j'm'en f…, moyen métrage de Jean Bernard-Derosne
- 1933 : Faut réparer Sophie d'Alexandre Ryder : Schermack
- 1933 : Les Deux "Monsieur" de Madame d'Abel Jacquin et Georges Pallu: Oscar
- 1933 : Les Bleus du ciel d'Henri Decoin
- 1933 : Knock, ou le triomphe de la médecine de Roger Goupillières : Dr Parpalaid
- 1934 : Si j'étais le patron de Richard Pottier : Torrington
- 1934 : L'Hôtel du libre échange de Marc Allégret : commissaire Boucard
- 1934 : Prince de minuit de René Guissart
- 1934 : Dactylo se marie de René Pujol et Joe May
- 1934 : Zouzou de Marc Allégret : Saint-Lévy
- 1935 : Tovaritch de Jacques Deval et Germain Fried : l'hôtelier
- 1935 : Touche à tout de Jean Dréville
- 1935 : Fanfare d'amour de Richard Pottier
- 1936 : Jeunes Filles à marier de Jean Vallée
- 1936 : Le cœur dispose de Georges Lacombe
- 1936 : Jeunes Filles de Paris de Claude Vermorel : Levaut, le pharmacien
- 1936 : La Peau d'un autre de René Pujol : Jules Bongrand
- 1937 : La Belle de Montparnasse de Maurice Cammage : le baron Fléchard
- 1937 : La Reine des resquilleuses de Max Glass et Marco de Gastyne
- 1937 : La Dame de pique de Fedor Ozep : le banquier
- 1937 : L'Habit vert de Roger Richebé : Baron Benin
- 1937 : L'Homme de nulle part de Pierre Chenal : le chevalier Titus
- 1938 : Vacances payées de Maurice Cammage: Issoire
- 1938 : Trois Artilleurs à l'opéra d'André Chotin
- 1938 : La Tragédie impériale de Marcel L'Herbier : Piotr
- 1938 : L'Affaire Lafarge de Pierre Chenal : Defoy
- 1938 : Carrefour de Curtis Bernhardt : le duc
- 1939 : Le Paradis des voleurs de Lucien-Charles Marsoudet : l'impresario
- 1939 : La Famille Duraton de Christian Stengel : Willy
- 1939 : La Charrette fantôme de Julien Duvivier : Monsieur Benoît
- 1941 : Ce n'est pas moi de Jacques de Baroncelli : Beaulieu
- 1942 : Annette et la dame blonde de Jean Dréville : le photographe
- 1942 : Huit Hommes dans un château de Richard Pottier : le notaire
- 1943 : Le Comte de Monte Cristo, 1ère époque : Edmond Dantès de Robert Vernay : le gouverneur (non crédité)
- 1943 : Picpus de Richard Pottier : Dr Pierre
- 1943 : La Main du diable de Maurice Tourneur : le Diable
- 1943 : Madame et le Mort de Louis Daquin : Chabrol, l'éditeur
- 1943 : Le Corbeau d'Henri-Georges Clouzot : le receveur des PTT
- 1943 : La Ferme aux loups de Richard Pottier : le juge d'instruction
- 1943 : Je suis avec toi d'Henri Decoin : le contrôleur
- 1944 : L'aventure est au coin de la rue de Jacques Daniel-Norman : le baron
- 1944 : Florence est folle de Georges Lacombe : M. Borel
- 1945 : Les Enfants du paradis de Marcel Carné : le régisseur du théâtre des funambules
- 1945 : La Fiancée des ténèbres de Serge de Poligny : le photographe
- 1945 : Mademoiselle X de Pierre Billon : Victor
- 1945 : La Boîte aux rêves d'Yves Allégret et Jean Choux : Payen-Laurel
- 1945 : Boule de Suif de Christian-Jaque : Edmond Carré-Lamadon
- 1946 : L'Affaire du Grand Hôtel d'André Hugon
- 1946 : Jericho d'Henri Calef : Dietrich
- 1946 : Messieurs Ludovic de Jean-Paul Le Chanois : Ernest
- 1946 : Impasse de Pierre Dard : M. Dubois
- 1946 : L'Insaisissable Frédéric de Richard Pottier : Petithunier
- 1946 : La Rose de la mer de Jacques de Baroncelli : Sidobre
- 1946 : L'Affaire du collier de la reine de Marcel L'Herbier : Boehmer
- 1947 : Les Chouans d'Henri Calef
- 1947 : Rumeurs de Jacques Daroy : le coiffeur
- 1947 : Le Diable au corps de Claude Autant-Lara : M. Marin
- 1947 : Carrefour du crime de Jean Sacha
- 1948 : La Dame d'onze heures de Jean-Devaivre : le portier
- 1948 : Danse de mort de Marcel Cravenne : le sergent
- 1949 : La Louve de Guillaume Radot : Dermont
- 1949 : Un trou dans le mur d'Émile Couzinet
- 1949 : La Ferme des sept péchés de Jean-Devaivre : le juge d'instruction
- 1949 : Mademoiselle de La Ferté de Roger Dallier : Destrouesse
- 1950 : Amour et compagnie de Gilles Grangier: un membre du conseil d'administration
- 1950 : Cartouche, roi de Paris de Guillaume Radot : Bourguignon
- 1951 : Dakota 308 de Jacques Daniel-Norman : Violette
- 1951 : Gibier de potence de Roger Richebé : M. Paul
- 1951 : Agence matrimoniale de Jean-Paul Le Chanois
- 1952 : Trois femmes d'André Michel : M. Torcheboeuf (séquence L'Héritage)
- 1952 : Le Plaisir de Max Ophüls : M. Vasse - le juge (séquence La Maison Tellier)
- 1952 : Les Belles de nuit de René Clair : le vieux gentleman
- 1952 : Le Chemin de Damas de Max Glass
- 1953 : La Loterie du bonheur de Jean Gehret
- 1954 : L'Affaire Maurizius de Julien Duvivier : le conseiller
- 1955 : Nana de Christian-Jaque : Venot
- 1955 : Les Grandes Manœuvres de René Clair: Arthur
- 1955 : Marguerite de la nuit de Claude Autant-Lara : Dr Faust
- 1956 : Si Paris nous était conté de Sacha Guitry: un moine
- 1956 : Villa sans souci de Maurice Labro
- 1956 : Mitsou de Jacqueline Audry : Beauty
- 1961 : Le Farceur de Philippe de Broca : Théodose
- 1961 : Auguste de Pierre Chevalier : Boyer de l'Ain
- 1961 : Les Amours célèbres de Michel Boisrond : Saint-Simon (sketch Lauzun)
- 1963 : Les Vierges de Jean-Pierre Mocky: un invité du repas
- 1964 : L'Enfer d'Henri-Georges Clouzot : Balandière (film inachevé)
- 1965 : La Communale de Jean L'Hôte : le père Bigeard
- 1966 : Le Roi de cœur de Philippe de Broca: Alberic

### Télévision
- 1960 : Cyrano de Bergerac d'après Edmond Rostand : le capucin
- 1961 : Les Femmes de bonne humeur : Lucas
- 1962 : Le Théâtre de la jeunesse : La fille du capitaine : Savelitch
- 1963 : Tous ceux qui tombent : M. Tyler
- 1963 : La Chasse ou L'amour ravi
- 1965 : Belphégor ou le Fantôme du Louvre de Claude Barma : Graindorge, le vieux monsieur qui archive des coupures de journaux dans des boites de conserves - (1er épisode).
- 1967 : Les Sept de l'escalier quinze B (feuilleton)

### Courts-métrages
- 1913 : Combat de boxe, une production Gaumont
- 1928 : L'Étoile de mer[réf. nécessaire]
- 1932 : Hortense a dit j'm'en f... de Jean Bernard-Derosne
- 1932 : La Claque de Robert Péguy
- 1935 : Le Commissaire est bon enfant, le gendarme est sans pitié de Jacques Becker

### Décorateur
- 1922 : Don Juan Tenorio
- 1936 : El Castigador castigado

## Théâtre

### Auteur
- 1921 : Les Détraqués, Théâtre des Deux Masques
- 1922 : La Peur, Théâtre des Deux Masques, 10 janvier
- 1922 : Solitude, Théâtre des Deux Masques, 9 mai
- 1923 : Une main dans l'ombre de Pierre Palau et Jean Velu, Théâtre des Deux Masques, 14 mai
- 1935 : L'Homme dans l'ombre de Pierre Palau et Maurice Leblanc d'après Le Chapelet rouge de Maurice Leblanc, Théâtre des Deux Masques, 11 décembre
- 1937 : Qui ?... Pourquoi ?... Comment ?... de Pierre Palau et Joseph Jacquin, Théâtre Charles de Rochefort, 13 février

### Comédien
- 1916 : L'École du piston de Tristan Bernard, Théâtre Antoine
- 1922 : My Love... Mon Amour de Tristan Bernard, Théâtre Marigny
- 1937 : Rêves sans provision de Ronald Gow, mise en scène Alice Cocéa, Comédie des Champs-Élysées
- 1949 : La Corde au cou de Jean Guitton, mise en scène A. M. Julien, Théâtre Sarah Bernhardt
- 1949 : La Perle de la Canebière d'Eugène Labiche et Marc-Michel, mise en scène André Barsacq, Théâtre de l'Atelier
- 1954 : Le Rendez-vous de Senlis de Jean Anouilh, mise en scène André Barsacq, Théâtre de l'Atelier
- 1957 : César et Cléopâtre de George Bernard Shaw, mise en scène Jean Le Poulain, Théâtre Sarah-Bernhardt
- 1957 : Un remède de cheval de Leslie Sands, mise en scène Jean Dejoux, Théâtre Charles de Rochefort
- 1958 : Les Trois Coups de minuit d'André Obey, mise en scène Pierre Dux, Théâtre de l'Œuvre
- 1959 : Le Crapaud-buffle d'Armand Gatti, mise en scène Jean Vilar, Théâtre Récamier
- 1959 : Le Client du matin de Brendan Behan, mise en scène Georges Wilson, Théâtre de l'Œuvre
- 1960 : Piège pour un homme seul de Robert Thomas, mise en scène Jacques Charon, Théâtre des Bouffes-Parisiens